# Ройсс, Эдуард
Эдуард Ройсc (фр. Édouard Guillaume Eugène Reuss; 18 июля 1804, Страсбург — 15 апреля 1891, Страсбург) — французско-немецкий историк-библеист и богослов эльзасского происхождения. Принадлежал к либерально-протестантской школе экзегезы, был одним из основоположников документарной теории происхождения Пятикнижия.

## Биография
Изучал филологию в Страсбурге (1819—1822), затем учился в Гёттингене и Галле, изучая богословие и восточные языки. Был под влиянием Шлейемахера. Среди учителей Ройсса были также Иоганн Готфрид Айххорн и Вильгельм Гезениус. Вернувшись в Страсбург, преподавал там на протяжении всей жизни: с 1834 года экстраординарный, с 1836 ординарный профессор Нового Завета, с 1864 года профессор Ветхого Завета. Ройсc отрицал историческую достоверность некоторых сказаний Пятикнижия, отсылая Второзаконие к иерусалимскому духовенству. После перехода Эльзаса под контроль Германии (1871) остался на своём месте. Вышел на пенсию в 1888 году.